# Бах, Иоганн Себастьян (художник)
Иоганн Себастьян Бах (нем. Johann Sebastian Bach; 26 сентября 1748, Берлин — 11 сентября 1778, Рим) — немецкий художник, график, сын Карла Филиппа Эммануила Баха, внук и тёзка композитора.
Среди прочих, учился у Адама Фридриха Эзера в Лейпциге. В мае 1773 года переехал в Дрезден, а в феврале 1776 года — в Гамбург, где его отец был «директором музыки». В 1776 году переехал в Рим, где в 1777 году заболел неизвестной болезнью. Умер в следующем году.

## Творчество
В основном писал идиллические пейзажи с фигурами людей. В работах заметно влияние Соломона Гесснера. К концу своей жизни стал писать портреты и мифологические сцены. Иллюстрировал работы Готлиба Вильгельма Рабенера и Христиана Феликса Вейсе. В своё время считался вполне состоявшимся художником, которому, среди прочих, позировал даже Лессинг.
Значительные собрания его работ хранятся в Кобурге, Дрездене, Гамбурге, Лейпциге и Вене.